# Oracle Database
Oracle Database (thường được gọi là Oracle DBMS hoặc đơn giản là Oracle) là một hệ quản trị cơ sở dữ liệu đa mô hình do Tập đoàn Oracle sản xuất và tiếp thị.
Đây là cơ sở dữ liệu thường được sử dụng để chạy các khối lượng công việc xử lý giao dịch trực tuyến (OLTP), kho dữ liệu (DW) và hỗn hợp (OLTP & DW). Cơ sở dữ liệu Oracle có sẵn bởi một số nhà cung cấp dịch vụ tại chỗ, trên đám mây hoặc dưới dạng cài đặt đám mây kết hợp. Nó có thể được chạy trên máy chủ của bên thứ ba cũng như trên phần cứng Oracle (Exadata tại chỗ, trên Oracle Cloud hoặc tại Đám mây của Khách hàng).

## Lịch sử
Larry Ellison cùng hai người bạn và đồng nghiệp cũ của mình, Bob Miner và Ed Oates, bắt đầu một công ty tư vấn có tên Phòng thí nghiệm Phát triển Phần mềm (SDL) vào năm 1977. SDL đã phát triển phiên bản gốc của phần mềm Oracle. Cái tên Oracle xuất phát từ tên mã của một dự án do CIA tài trợ mà Ellison đã từng làm việc trong thời gian trước đây làm việc cho Ampex.

### Bản phát hành và phiên bản
Các sản phẩm của Oracle tuân theo quy ước đánh số và đặt tên bản phát hành tùy chỉnh. Chữ "c" trong bản phát hành hiện tại, Oracle Database 19c, là viết tắt của "Cloud". Các bản phát hành trước (ví dụ: Cơ sở dữ liệu Oracle 10g và Cơ sở dữ liệu Oracle9i) đã sử dụng các hậu tố "g" và "i" tương ứng là viết tắt của "Grid" và "Internet". Trước khi phát hành Cơ sở dữ liệu Oracle8i, không có hậu tố nào được quy ước đặt tên Cơ sở dữ liệu Oracle. Lưu ý rằng không có v1 của Cơ sở dữ liệu Oracle, vì đồng sáng lập Larry Ellison "biết rằng sẽ không ai muốn mua phiên bản 1". Việc đánh số phát hành RDBMS của Oracle đã sử dụng các mã sau:
| Oracle Database Version                                              | Initial Release Version | Initial Release Date                                         | Terminal Patchset Version | Terminal Patchset Date | Marquee Features |
| -------------------------------------------------------------------- | ----------------------- | ------------------------------------------------------------ | ------------------------- | ---------------------- | --- |
| Oracle v2                                                            | 2.3                     | 1979                                                         |                           |                        | First commercially available SQL-based RDBMS implementing some basic SQL queries and simple joins |
| Oracle v3                                                            | 3.1.3                   | 1983                                                         |                           |                        | Concurrency control, data distribution, and scalability |
| Oracle v4                                                            | 4.1.4.0                 | 1984                                                         | 4.1.4.4                   |                        | Multiversion read consistency. First version available for MS-DOS. |
| Oracle v5                                                            | 5.0.22 (5.1.17)         | 1985                                                         | 5.1.22                    |                        | Support for client/server computing và distributed database systems. First version available for OS/2. |
| Oracle v6                                                            | 6.0.17                  | 1988                                                         | 6.0.37                    |                        | Row-level locking, scalability, online backup and recovery, PL/SQL. First version available for Novell Netware 386. |
| Oracle 6.2                                                           | 6.2.0                   |                                                              |                           |                        | Oracle Parallel Server |
| Oracle7                                                              | 7.0.12                  | June 1992                                                    |                           |                        | PL/SQL stored procedures, Triggers, Distributed 2-phase commit, Shared Cursors, Cost Based Optimizer |
| Oracle 7.1                                                           | 7.1.0                   | May 1994                                                     |                           |                        | Parallel SQL Execution. First version available for Windows NT. |
| Oracle 7.2                                                           | 7.2.0                   | May 1995                                                     |                           |                        | Shared Server, XA Transactions, Transparent Application Failover |
| Oracle 7.3                                                           | 7.3.0                   | February 1996                                                | 7.3.4                     |                        | Object-relational database |
| Oracle8 Database                                                     | 8.0.3                   | June 1997                                                    | 8.0.6                     |                        | Recovery Manager, Partitioning. First version available for Linux. |
| Oracle8i Database                                                    | 8.1.5.0                 | 1998                                                         | 8.1.7.4                   | August 2000            | Native internet protocols and Java, Virtual Private Database |
| Oracle9i Database                                                    | 9.0.1.0                 | 2001                                                         | 9.0.1.5                   | December 2003          | Oracle Real Application Clusters (RAC), Oracle XML DB |
| Oracle9i Database Release 2                                          | 9.2.0.1                 | 2002                                                         | 9.2.0.8                   | April 2007             | Advanced Queuing, Data Mining, Streams, Logical Standby |
| Oracle Database 10g Release 1                                        | 10.1.0.2                | 2003                                                         | 10.1.0.5                  | February 2006          | Automated Database Management, Automatic Database Diagnostic Monitor, Grid infrastructure, Oracle ASM, Flashback Database |
| Oracle Database 10g Release 2                                        | 10.2.0.1                | July 2005                                                    | 10.2.0.5                  | April 2010             | Real Application Testing, Database Vault, Online Indexing, Advanced Compression, Data Guard Fast-Start Failover, Transparent Data Encryption |
| Oracle Database 11g Release 1                                        | 11.1.0.6                | September 2007                                               | 11.1.0.7                  | September 2008         | Active Data Guard, Secure Files, Exadata |
| Oracle Database 11g Release 2                                        | 11.2.0.1                | September 2009                                               | 11.2.0.4                  | August 2013            | Edition Based Redefinition, Data Redaction, Hybrid Columnar Compression, Cluster File System, Golden Gate Replication, Database Appliance |
| Oracle Database 12c Release 1                                        | 12.1.0.1                | July 2013                                                    | 12.1.0.2                  | July 2014              | Multitenant architecture, In-Memory Column Store, Native JSON, SQL Pattern Matching, Database Cloud Service |
| Oracle Database 12c Release 2                                        | 12.2.0.1                | September 2016 (cloud) March 2017 (on-prem)                  |                           |                        | Native Sharding, Zero Data Loss Recovery Appliance, Exadata Cloud Service, Cloud at Customer |
| Oracle Database 18c                                                  | 18.1.0 // 12.2.0.2      | February 2018 (cloud, Exadata) July 2018 (other)             |                           |                        | Polymorphic Table Functions, Active Directory Integration, Transparent Application Continuity, Approximate Top-N Query Processing, PDB Snapshot Carousel, Online Merging of Partitions and Subpartitions |
| Oracle Database 19c                                                  | 19.1.0 // 12.2.0.3      | February 2019 (Exadata) April 2019 (Linux) June 2019 (cloud) |                           |                        | Active Data Guard DML Redirection, Automatic Index Creation, Real-Time Statistics Maintenance, SQL Queries on Object Stores, In-Memory for IoT Data Streams, Hybrid Partitioned Tables, Automatic SQL Plan Management, SQL Quarantine, Zero-Downtime Grid Infrastructure Patching, Finer-Granularity Supplemental Logging, Automated PDB Relocation |
| Oracle Database 21c                                                  | 21.1                    | December 2020 (cloud)                                        |                           |                        | Blockchain Tables, Multilingual Engine - JavaScript Execution in the Database, Binary JSON Data Type, Per-PDB Data Guard Physical Standby (aka Multitenant Data Guard), Per-PDB GoldenGate Change Capture, Self-Managing In-Memory, In-Memory Hybrid Columnar Scan, In-Memory Vector Joins with SIMD, Sharding Advisor Tool, Property Graph Visualization Studio, Automatic Materialized Views, Automatic Zone Maps, SQL Macros, Gradual Password Rollover |
| Chú giải:Phiên bản cũPhiên bản cũ, vẫn được hỗ trợPhiên bản mới nhất |                         |                                                              |                           |                        | |